# Gerhard Oppitz
Gerhard Oppitz (Frauenau, 5 février 1953) est un pianiste classique allemand.

## Biographie
Il donne son premier concert à onze ans (concerto K.466 de Mozart) puis étudie avec Paul Buck à Stuttgart et Hugo Steurer à Munich. En 1973, il assiste aux cours de perfectionnement de Wilhelm Kempff qui l'influencent de manière déterminante ; ainsi qu'avec Claudio Arrau qui le marque par son sens de la construction. À l'été 1977, âgé de 24 ans, il est le premier allemand à remporter le concours Arthur Rubinstein de Tel-Aviv. 
Il crée un trio avec piano avec le violoniste Dmitri Sitkovetsky et le violoncelliste David Geringas et joue également en duo avec le violoniste Gil Shaham. En 1981, il obtient la classe perfectionnement de la Hochschule für Musik de Munich – le plus jeune dans l'histoire de l'institut – où il enseigne toujours. En tant que soliste, il a joué avec de nombreux chefs et orchestres du monde.
Ses interprétations d'intégrales pour piano sous forme de cycle influence fortement son répertoire de concert, où il présente les œuvres pour piano seul de Schubert, de Grieg, les sonates de Beethoven et Mozart, le clavier bien tempéré de Bach (1985) et, particulièrement l'œuvre de Johannes Brahms. Il a enregistré le Concerto pour piano, op. 114 de Max Reger avec l'Orchestre symphonique de Bamberg sous la direction de Horst Stein. Malgré ses affinités avec les compositeurs romantiques, il interprète volontiers la musique de Webern à Messiaen. Dans cet esprit, il a créé des œuvres de Helmut Lachenmann (Allegro sostenuto pour clarinette, violoncelle et piano, 1989) d'Ernest Sauter (Concerto pour piano, 1989) et de Carlos Veerhoff (second concerto pour piano, 1990).
En 2009, il a reçu le prix Brahms, de l'association Brahms du Schleswig-Holstein.
Parmi ses élèves figure Valentina Babor.